# Orosz agár
Az orosz agár vagy barzoj eredetileg a nagyragadozók vadászatára használt, 70–80 cm marmagasságú, hatalmas testű, igen edzett, hosszú szőrű kutyafajta. Angliában kedvtelésből tartott kutyát csináltak belőle. Gazdáját szereti, de ne várjuk tőle egy pásztorkutya folyamatos figyelmét. Fontos tudni, hogy önálló vadászatra tenyésztették, nem parancsra való munkára. A meleget nem szereti, hűvösebb időben érzi jól magát. Néhány példány  bizalmatlan az idegennel szemben és hűvösebb, míg mások nagyon kedvesen barátkoznak azzal, aki nyitott erre. Embert sosem bánt, kisebb állatok bekapcsolhatják vadászösztönét. Okos, de nem feltétlenül engedelmes, először "átgondolja", aztán engedelmeskedik.
Színe igen változatos lehet, a teljesen fehértől a teljesen feketéig szinte az összes színben előfordul. Leggyakoribb a fehér alapon foltos. Az egyik legméltóságteljesebb megjelenésű agárfajta. Kecses, arisztokratikus mozgása van. Tartását azoknak ajánljuk, akik biztosítani tudják, hogy szabadon, nagy területen hódolhasson szenvedélyének, a futásnak.

## Külalak
Az orosz agár figyelmetkeltő megjelenésű. A hím marmagassága kb. 75–85 cm, a nőstények valamivel alacsonyabbak, 68–78 cm marmagassággal. Nagy alakjuk, karcsú, kissé hosszúkás testalkattal arisztokratikus megjelenés ad ezeknek a kutyáknak. Magasságuk, hosszúkás fejük, ívelt hátuk, aránylag hosszú nyakuk, valamint a kissé szögletes felsővégtagjuk  jellegzetes külsőt ad neki. A nőstények általában a hímeknél hosszabb testtel rendelkeznek.
A borzoj kutyák selymes szőrzete különösen a faroknál és a mellső láb hátsó részén bojtokba rendeződik, különben a szőrzet hullámos, a hátoldalon göndörödő.
A kéket és a csokoládébarna színt kivéve minden színárnyalata elfogadott, legyen az egyszínű vagy tarka.
Az orosz agároknak nagy, kifejező szemeik vannak.

## Viselkedés
A borzojok lénye büszke nyugalmat és visszafogottságot, biztosságot és félelem nélküliséget tükröz. E faj jellemzője a gyorsaság és intelligencia. Messzire is jól látnak és élénken reagálnak a távolban látott mozgó alakokra, például vadakra. Rendes körülmények között ezek a kutyák nagyon nyugodtak és kiegyensúlyozottak, ritkán ugatnak.
Gazdájához és az ismerősökhöz ragaszkodó fajta, az idegeneket is üdvözli, de üdvözlés után közömbösen viselkedik. Néha az orosz agarakra jellemző a "nevetéssel", a felső ajkak felhúzásával üdvözli a jó ismerősöket. A borzoj legjobban a szabad mozgást, futást élvezi, óriási mozgásigénye van.

## Eredet

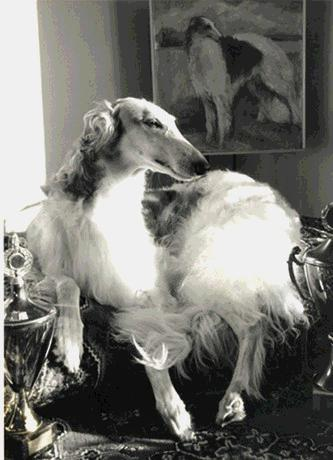
Borzoi

Az orosz agárnak nemcsak megjelenése, hanem múltja is kifejezetten arisztokratikus. Francia krónikák már a XI. században megemlítik a hosszúszőrű borzojt, I. Henrik és Bölcs Jaroszláv lánya, Jarovszlavna hercegnő házassága kapcsán. 
Borzoj kutyák tulajdonosaként vagy tenyésztőjeként a történelem során számos híres személyiséggel találkozhatunk pl.: Rettegett Iván, Nagy Péter cár, II. Miklós orosz cár, Puskin, Ivan Turgenyev. A neves oktatók: Nikolai Nyikolajevics nagyherceg és Dimitri Valtsevin létrehozták 1917-ben a híres Peršinon kennelt, ami a fajta elterjedésében igen nagy szerepet játszott. 
Számtalan írásos emlék bizonyítja, hogy az orosz arisztokrácia évszázadok óta tenyésztette ezeket a lenyűgöző vadászkutyákat.